# Gran Premi di automobilismo 1934
La stagione dei Gran Premi del 1934 fu l'anno dell'introduzione della nuova Formula Internazionale, detta del "peso massimo", visto che fu posto un limite massimo al peso delle vetture, precisamente di 750 kg, mentre la cilindrata era libera. Come già nel 1933, anche nel '34 non fu organizzato alcun Campionato Europeo (che invece era stato organizzato nel biennio 1931-1932 e come tornerà ad esserlo dal 1935 in poi). 
Achille Varzi dimostrò di essere il più vincente tra i piloti, vincendo sei gare, tra cui Tripoli e Barcellona. Allo stesso modo l'Alfa Romeo si dimostrò difficile da battere, vincendo 18 dei 36 Gran Premi della stagione.
Ma nelle corse più importanti si affermarono Mercedes e Auto Union che quell'anno fecero debuttare le loro nuove vetture. La Mercedes vinse 4 volte: all'Eifel con von Brauchitsch, poi alla Coppa Acerbo, al GP d'Italia e al GP di Spagna con Luigi Fagioli. L'Auto Union, con la rivoluzionaria vettura a motore posteriore centrale, vinse con Hans Stuck i GP di Germania, Svizzera e Cecoslovacchia.

## Grandes Épreuves
| Nome                    | Circuito          | Data         | Pilota vincitore  | Costruttore vincitore |
| ----------------------- | ----------------- | ------------ | ----------------- | --------------------- |
| Gran Premio di Monaco   | Monaco            | 2 aprile     | Guy Moll          | Alfa Romeo            |
| Gran Premio di Francia  | Montlhéry         | 1º luglio    | Louis Chiron      | Alfa Romeo            |
| Gran Premio di Germania | Nürburgring       | 15 luglio    | Hans Stuck        | Auto Union            |
| Gran Premio del Belgio  | Spa-Francorchamps | 29 luglio    | René Dreyfus      | Bugatti               |
| Gran Premio d'Italia    | Monza             | 9 settembre  | Rudolf Caracciola | Mercedes-Benz         |
| Gran Premio d'Italia    | Monza             | 9 settembre  | Luigi Fagioli     | Mercedes-Benz         |
| Gran Premio di Spagna   | Lasarte           | 23 settembre | Luigi Fagioli     | Mercedes-Benz         |

## Altri gran premi
| Nome                          | Circuito           | Data         | Pilota vincitore        | Costruttore vincitore |
| ----------------------------- | ------------------ | ------------ | ----------------------- | --------------------- |
| Vallentunaloppet              | Vallentunasjön     | 18 febbraio  | Paul Pietsch            | Alfa Romeo            |
| Gran Premio di Norvegia       | Mjøsa, Lillehammer | 25 febbraio  | Per Victor Widengren    | Alfa Romeo            |
| Circuito di Alessandria       | Alessandria        | 22 aprile    | Achille Varzi           | Alfa Romeo            |
| Gran Premio di Tripoli        | Mellaha            | 6 maggio     | Achille Varzi           | Alfa Romeo            |
| Gran Premio di Finlandia      | Eläintarharata     | 13 maggio    | Eugen Bjørnstad         | Alfa Romeo            |
| Casablanca Grand Prix         | Casablanca         | 20 maggio    | Louis Chiron            | Alfa Romeo            |
| Targa Florio                  | Madonie            | 20 maggio    | Achille Varzi           | Alfa Romeo            |
| Grand Prix des Frontières     | Chimay             | 20 maggio    | Willy Longueville       | Bugatti               |
| Avusrennen                    | AVUS               | 27 maggio    | Guy Moll                | Alfa Romeo            |
| Gran Premio della Piccardia   | Péronne            | 27 maggio    | Benoît Falchetto        | Maserati              |
| Mannin Moar                   | Douglas            | 2 giugno     | Brian Lewis             | Alfa Romeo            |
| Eifelrennen                   | Nürburgring        | 3 giugno     | Manfred von Brauchitsch | Mercedes-Benz         |
| Gran Premio di Montreux       | Montreux           | 3 giugno     | Carlo Felice Trossi     | Alfa Romeo            |
| Gran Premio di Penya Rhin     | Montjuïc Park      | 17 giugno    | Achille Varzi           | Alfa Romeo            |
| Gran Premio della Marna       | Reims              | 8 luglio     | Louis Chiron            | Alfa Romeo            |
| Gran Premio di Vichy          | Vichy              | 15 luglio    | Carlo Felice Trossi     | Alfa Romeo            |
| Coppa Ciano                   | Montenero          | 22 luglio    | Achille Varzi           | Alfa Romeo            |
| Gran Premio di Albi           | Albi               | 22 luglio    | Rupert Featherstonhaugh | Maserati              |
| Gran Premio di Dieppe         | Dieppe             | 22 luglio    | Philippe Étancelin      | Maserati              |
| Coppa Acerbo                  | Pescara            | 15 agosto    | Luigi Fagioli           | Mercedes-Benz         |
| Gran Premio di Nizza          | Nizza              | 19 agosto    | Achille Varzi           | Alfa Romeo            |
| Grand Prix du Comminges       | Saint-Gaudens      | 26 agosto    | Gianfranco Comotti      | Alfa Romeo            |
| Gran Premio di Svizzera       | Bremgarten         | 26 agosto    | Hans Stuck              | Auto Union            |
| Circuito di Biella            | Biella             | 2 settembre  | Carlo Felice Trossi     | Alfa Romeo            |
| Gran Premio U.M.F.            | Montlhéry          | 9 settembre  | Benoît Falchetto        | Alfa Romeo            |
| Gran Premio di Cecoslovacchia | Masaryk Circuit    | 30 settembre | Hans Stuck              | Auto Union            |
| Gran Premio di Rio de Janeiro | Gávea              | 3 ottobre    | Irineu Correa           | Ford                  |
| Donington Park Trophy         | Donington Park     | 6 ottobre    | Whitney Straight        | Maserati              |
| Mountain Championship         | Brooklands         | 13 ottobre   | Whitney Straight        | Maserati              |
| Gran Premio di Modena         | Modena             | 14 ottobre   | Tazio Nuvolari          | Maserati              |
| Gran Premio di Napoli         | Posillipo          | 21 ottobre   | Tazio Nuvolari          | Maserati              |
| Gran Premio di Algeria        | Algeri             | 28 ottobre   | Jean-Pierre Wimille     | Bugatti               |

## Statistiche

### Vincitori

#### Piloti
| Pilota                  | Vittorie | Vittorie         |
| Pilota                  | Totale   | Grandes Épreuves |
| ----------------------- | -------- | ---------------- |
| Achille Varzi           | 6        | 0                |
| Louis Chiron            | 3        | 1                |
| Luigi Fagioli           | 3        | 2 (1 condivisa)  |
| Hans Stuck              | 3        | 1                |
| Carlo Felice Trossi     | 3        | 0                |
| Benoît Falchetto        | 2        | 0                |
| Guy Moll                | 2        | 1                |
| Tazio Nuvolari          | 2        | 0                |
| Whitney Straight        | 2        | 0                |
| Eugen Björnstad         | 1        | 0                |
| Rudolf Caracciola       | 1        | 1 (1 condivisa)  |
| Gianfranco Comotti      | 1        | 0                |
| René Dreyfus            | 1        | 1                |
| Philippe Étancelin      | 1        | 0                |
| Rupert Featherstonhaugh | 1        | 0                |
| Brian Lewis             | 1        | 0                |
| Willy Longueville       | 1        | 0                |
| Manfred von Brauchitsch | 1        | 0                |
| Jean-Pierre Wimille     | 1        | 0                |

#### Costruttori
| Costruttori   | Vittorie | Vittorie         |
| Costruttori   | Totale   | Grandes Épreuves |
| ------------- | -------- | ---------------- |
| Alfa Romeo    | 18       | 2                |
| Maserati      | 7        | 0                |
| Mercedes-Benz | 4        | 2                |
| Auto Union    | 3        | 1                |
| Bugatti       | 3        | 1                |